# ČSD-Baureihe M 130.1
Als Baureihe M 130.1 bezeichneten die einstigen Tschechoslowakischen Staatsbahnen ČSD zweiachsige Motortriebwagen für den Verkehr auf Haupt- und Nebenstrecken.

## Geschichte
Nach dem Erfolg der zweiachsigen Turmtriebwagen von Tatra Kopřivnice entwickelte Škoda in Plzeň entsprechende Fahrzeuge für die ČSD. Neben den dieselelektrisch angetriebenen Fahrzeugen der ČSD-Baureihe M 222.0 fertigte Škoda einen Typ mit unterflur angeordnetem Benzinmotor, mechanischer Kraftübertragung und Mitteleinstieg, welcher von den ČSD als M 130.1 eingeordnet wurde. In den Jahren 1932–1939 wurden insgesamt 113 Triebwagen in zwei Bauserien an die ČSD geliefert.
Nach 1945 wurden zehn Triebwagen mit neuen Dieselmotoren von Tatra remotorisiert.

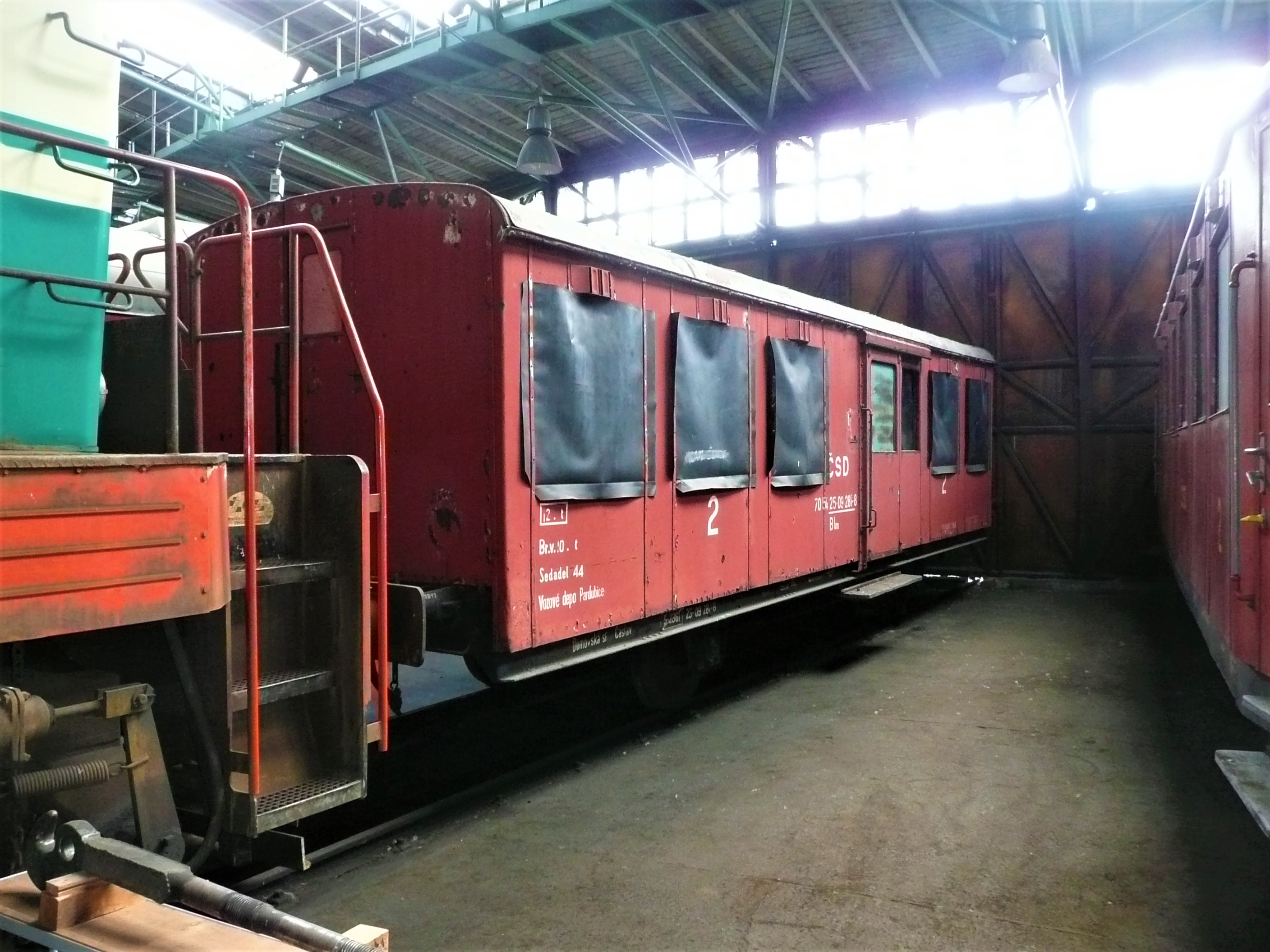
Beiwagen Clm4 der zweiachsigen Triebwagen vor 1945, hinterstellt im Depot Chomutov des Technischen Nationalmuseums Prag

Mit der Indienststellung der neuen Triebwagen der Baureihe M 131.1 wurden die Fahrzeuge nach und nach überflüssig. Bis 1959 schieden die letzten Triebwagen mit dem noch originalen Benzinmotor aus. 1962 wurde in Kralupy nad Vltavou das letzte modernisierte Fahrzeug ausgemustert. Zahlreiche Wagenkästen sind nach der Ausmusterung in unterschiedlichen Zuständen erhalten geblieben.
Der Triebwagen M 130.104 konnte 2018 nach einer langen Nutzung als Gartenlaube vom Pardubický spolek historie železniční dopravy (Pardubitzer Verein für Geschichte des Eisenbahnverkehrs) für eine museale Erhaltung geborgen werden. Es ist eines der ersten gebauten Fahrzeuge mit Mitteleinstieg. Der Triebwagen wurde 1933 bei Škoda unter der Werknummer 27 hergestellt, der Wagenkasten wurde von Ringhoffer unter der Nummer 12321/1932 geliefert. Der Wagen war nach seiner Prüfung am 30. Januar 1933 stets in Kralupy nad Vltavou beheimatet gewesen. Am 21. Dezember 1951 erfolgte die Ausmusterung und danach der Umbau in den Beiwagen Clm 4-5863. Den Wiederaufbau des Fahrzeuges förderte das tschechische Verkehrsministerium im Jahr 2020 mit 203.000 und im Jahr 2022 mit 181.000 Kronen. Das Geld entstammt einem Förderprogramm, mit dem die museale Instandsetzung kulturell bedeutsamer, über 50 Jahre alter Eisenbahnfahrzeuge unterstützt wird.

## Technische Merkmale
Die Triebwagen waren mit einem unterflur angeordneten, wassergekühlten Sechszylinder-Ottomotor von Škoda ausgerüstet. Die nach 1945 modernisierten Fahrzeuge erhielten den Zwölfzylinder-Dieselmotor T 301 von Tatra. Wie damals im Triebwagenbau allgemein üblich, waren die Kühler auf dem Dach angeordnet. Sie nutzten den Fahrtwind zur Kühlung.
Zur Leistungsübertragung diente ein Getriebe aus dem Kraftfahrzeugbau, angetrieben wurde eine Achse. Die ersten 25 Stück besaßen ein Wendegetriebe zum Wechseln der Fahrtrichtung.
Die erste 60 Stück umfassende Bauserie besaß einen Mitteleinstieg analog den Tatra-Turmtriebwagen, diese wurden von den Ringhoffer-Werken geliefert. Bei diesen Fahrzeugen befand sich der Antriebsmotor unterflur im Einstiegsbereich. Eine Doppelsitzbank in Längsrichtung für 8 Sitzplätze verdeckte den in den Fahrgastraum ragenden Antriebsmotor. Bei dieser Variante war der Lokführer durch keine Zwischenwand von dem Abteil der Reisenden abgetrennt. Außerdem hatte er in einer Fahrtrichtung die Toilette gegenüber dem Fahrersitz. Ab den Wagen M 130.161 wurden die Wagenkästen dann von Tatra Kolín gefertigt. Dabei wurden die Einstiege an die Endplattformen verlegt. Bei dieser Variante war der Lokführer durch eine Abteiltür von den Reisenden abgetrennt, der Lokführerstand konnte mit dem Führersitz durch eine spezielle Konstruktion verschlossen werden.

## Einsatz
Wegen ihrer hohen Leistung kamen die Triebwagen bevorzugt auf den Strecken im Bergland zum Einsatz. Unter anderem verkehrten sie ab 1933 auf der slowakischen Zahnradbahnstrecke Tisovec–Pohronska Polhora, wo Neigungen bis 50 Promille überwunden werden mussten.